# Yahya Kemal Beyatlı Cultureel Centrum
Het Yahya Kemal Beyatlı Cultureel Centrum (YKBCC) (Turks: Yahya Kemal Beyatlı Gösteri Merkezi) is een expositiehal in de Turkse plaats Istanboel. Het complex heeft een oppervlakte van 30.000 m². Tot en met 7 mei 2014 heette het gebouw nog Arena Mega. De zaal heeft een capaciteit van 35.000 mensen.

## Geschiedenis
Op 3 augustus 2013 opende de Turkse president Erdoğan het gebouw officieel als Arena Mega, gelegen in het district Küçükçekmece in de provincie Istanboel. Op 7 mei 2014 werd de naam van het Cultureel Centrum plechtig en officieel veranderd naar Yahya Kemal Beyatlı Gösteri Merkezi, ter ere van de Turkse schrijver en politicus Yahya Kemal Beyatlı.

## Türkvizyonsongfestival
Op 19 december 2015 vond in dit complex het derde Türkvizyonsongfestival plaats, dit is de Turkse variant van het Eurovisiesongfestival. Er namen 21 landen deel.